# João Maleck
Júnior João Maleck Robles (Guadalajara, Jalisco, 13 de marzo de 1999)  de ascendencia camerunesa y nacionalidad francesa. Se desempeña en la posición de Delantero y actualmente juega en el Guadalupe F.C. de la Liga Promerica primera división de Costa Rica.

## Biografía
João Maleck nació el 13 de marzo de 1999 en la ciudad de Guadalajara, en el estado de Jalisco. Es hijo de Jean-Claude Maleck, exfutbolista camerunés naturalizado francés que llegó a México en 1998 para jugar con los Tecos de la U. A. G. y posteriormente con el San Luis Fútbol Club. João formó parte del libro Niños Futbolistas de Juan Pablo Meneses, periodista chileno que viajó por el mundo buscando al nuevo Messi.

### Accidente de tránsito
El 23 de junio de 2019, causó un accidente de tránsito en el que el vehículo deportivo que manejaba se estrelló por detrás con otro automóvil donde viajaba una pareja de recién casados quienes murieron en el acto. Investigaciones periciales indican que Joao iba manejando en estado de ebriedad y con exceso de velocidad al mismo tiempo que se descubrieron publicaciones que él mismo había hecho horas antes del accidente en sus redes sociales donde se le veía en una discoteca a muy altas horas de la noche. Esto causó indignación en toda la opinión pública. El 23 de octubre de 2020, Maleck fue declarado culpable bajo el cargo de homicidio culposo agravado, y fue sentenciado a una pena en cárcel de tres años, ocho meses y 15 días con la posibilidad de cumplir su pena en libertad condicional, y también a indemnizar a los familiares de las víctimas. La resolución de la sentencia indignó a la madre de María Fernanda Peña (quien murió en el accidente), y señaló: "Quedarás marcado como un asesino, vas a seguir jugando a la pelotita como si nada hubiera pasado."
El 15 de diciembre de 2020, Maleck salió de prisión por la sentencia abreviada que tuvo. La madre de María Fernanda Peña rechazó el ofrecimiento de Maleck de hacerse cargo de los gastos de los hijos de Alejandro (muerto en el accidente).

## Trayectoria
Comenzó jugando con las categorías inferiores del Club Deportivo Guadalajara en 2011, de donde fue despedido después de dos años sin explicación alguna. En 2014 Marco Fabián y su padre abrieron una academia de fútbol e invitaron a Maleck a formar parte de ella. Tras un año en la institución de Fabián, éste le ayudó a participar en unas visorías realizadas por el Club Santos Laguna, en donde finalmente se quedó.
En su primer torneo con Santos logró el campeonato de la categoría Sub-17 al derrotar al Club de Fútbol Pachuca en la final por marcador global de 6 a 3, en su primer torneo anotó 7 goles en 21 partidos, uno de ellos en la final de ida. El siguiente torneo llegó nuevamente a la final ante Pachuca, esta vez terminando como subcampeón de la competencia, sus números mejoraron al registrar 14 goles en 23 partidos. La temporada 2016-17 Maleck jugó en categoría Sub-20 y logró 6 goles en 22 partidos.

### Futbol Club Oporto "B"
El 3 de julio de 2017 se anunció su préstamo por un año con opción a compra al Fútbol Club Oporto. Fue registrado con el equipo Sub-19, que disputa el torneo de la zona norte. Debutó en esta categoría el 26 de agosto de 2017, fue titular y anotó uno de los seis goles con los que su equipo derrotó al Clube Desportivo das Aves. En su siguiente partido repitió como titular y anotó su primer doblete en la victoria de Porto ante Vitória Sport Clube por marcador de 3-1. El 13 de septiembre disputó su primer partido internacional en la victoria de Porto 5-1 contra Beşiktaş Jimnastik Kulübü por la Liga Juvenil de la UEFA. El 4 de abril de 2018 disputó su primer partido con Porto "B" enfrentando a Varzim Sport Club, jugó todo el partido y Porto perdió el partido por marcador de 3-1.
El 24 de julio de 2018 Santos anunció que el préstamo de Maleck se extendería un año más y para la temporada 2018-19 sería registrado como jugador del Fútbol Club Oporto "B".

### Sevilla Fútbol Club
En agosto Sevilla Fútbol Club realizó una oferta por él, tras negociar y llegar a un acuerdo con el Oporto y Santos, Maleck comenzó a jugar con Sevilla Atlético Club, equipo filial de Sevilla, con quienes estuvo a prueba durante todo el mes. Tras participar en algunos partidos amistosos, en donde anotó goles y ganó el "LXII Trofeo de la Bella", convenció a los directivos para quedarse en el equipo, pero por problemas con su documentación no pudo ser registrado y se vio forzado a esperar a jugar hasta enero de 2019.

### Deportivo Cafessa
Tras su estadía en la cárcel, en enero de 2021 Maleck retomó su carrera como futbolista, jugando en el Deportivo Cafessa Jalisco de la Segunda División de México, aunque su carta continuó siendo propiedad del Santos Laguna. En este equipo Maleck anotó tres goles tras disputar ocho partidos.

### Coras Fútbol Club
Al finalizar la temporada, el Cafessa dejó de competir, al quedar eliminado de la liguilla, por lo que fue enviado a préstamo al Coras Fútbol Club de la misma división.

### Tepatitlán F.C.
Luego de un año en el Coras Fútbol Club, Maleck fue enviado a préstamo al Tepatitlán Fútbol Club de la Liga de Expansión MX.

## Selección nacional

### Categorías inferiores
México Sub-18
Fue convocado por primera vez a la selección nacional en marzo de 2016 para una concentración de la categoría Sub-18. En febrero de 2017 fue convocado a una gira de preparación en Málaga, España. En mayo fue nuevamente convocado, esta vez a una gira por Portugal e Indiana, teniendo una destacada actuación ante Portugal al anotar dos goles.

## Estadísticas
Actualizado al último partido jugado el 29 de agosto de 2024.

### Clubes

#### Categorías inferiores
| C. Santos Laguna · México                                                                                |               |               |    |    |    |    |    |    |
| Sub-17                                                                                                   | 2015-16       | 44            | 21 | -  | -  | 44 | 21 |    |
| Sub-17                                                                                                   | 2016-17       | 4             | 0  | -  | -  | 4  | 0  |    |
| Sub-20                                                                                                   | 2016-17       | 22            | 6  | 5  | 2  | 27 | 8  |    |
| Total club                                                                                               | Total club    | 70            | 27 | 5  | 2  | 75 | 29 |    |
| F. C. Oporto Portugal                                                                                    |               |               |    |    |    |    |    |    |
| Sub-19                                                                                                   | 2017-18       | ?             | ?  | 8  | 2  | 8  | 2  |    |
| Total club                                                                                               | Total club    | ?             | ?  | 8  | 2  | 8  | 2  |    |
| Sevilla F.C. · España                                                                                    |               |               |    |    |    |    |    |    |
| 2.ª B | 2018-19       |               |    | 3  | 0  | 3  | 0  |    |
| Total club                                                                                               | Total club    | 3             | 0  | 0  | 0  | 3  | 0  |    |
| Total carrera                                                                                            | Total carrera | Total carrera | 85 | 32 | 13 | 4  | 98 | 36 |
| (1) Incluye datos de la Copa Internacional Mitad del Mundo (2016) y la Liga Juvenil de la UEFA (2017-18) |               |               |    |    |    |    |    |    |

### Clubes
| F. C. Oporto "B" Portugal                           |               |               |    |    |   |   |   |    |    |    |
| 2.ª                                                 | 2017-18       | 1             | 0  | -  | - | - | - | 1  | 0  |    |
| Total club                                          | Total club    | 1             | 0  | 0  | 0 | 0 | 0 | 1  | 0  |    |
| Sevilla F.C. · España                               |               |               |    |    |   |   |   |    |    |    |
| 2.ª B                                               | 2018-19       | 3             | 0  | -  | - | - | - | 3  | 0  |    |
| Total club                                          | Total club    | 3             | 0  | 0  | 0 | 0 | 0 | 3  | 0  |    |
| D. Cafessa · México                                 |               |               |    |    |   |   |   |    |    |    |
| 3.ª                                                 | 2021          | 8             | 3  | -  | - | - | - | 8  | 3  |    |
| Total club                                          | Total club    | 8             | 3  | 0  | 0 | 0 | 0 | 8  | 3  |    |
| Coras F. C. · México                                |               |               |    |    |   |   |   |    |    |    |
| 3.ª                                                 | 2021-22       | 27            | 13 | -  | - | - | - | 27 | 13 |    |
| Total club                                          | Total club    | 27            | 13 | 0  | 0 | 0 | 0 | 27 | 13 |    |
| Tepatitlán F. C. · México                           |               |               |    |    |   |   |   |    |    |    |
| 2.ª                                                 | 2022-23       | 18            | 6  | -  | - | - | - | 18 | 6  |    |
| Total club                                          | Total club    | 18            | 6  | 0  | 0 | 0 | 0 | 18 | 6  |    |
| Correcaminos de la UAT · México                     |               |               |    |    |   |   |   |    |    |    |
| 2.ª                                                 | 2023-24       | 5             | 0  | -  | - | - | - | 5  | 0  |    |
| Total club                                          | Total club    | 5             | 0  | 0  | 0 | 0 | 0 | 5  | 0  |    |
| A. Morelia · México                                 |               |               |    |    |   |   |   |    |    |    |
| 2.ª                                                 | 2024          | 3             | 0  | -  | - | - | - | 2  | 0  |    |
| 2.ª                                                 | 2024-25       | 2             | 0  | -  | - | - | - | 2  | 0  |    |
| Total club                                          | Total club    | 5             | 0  | 0  | 0 | 0 | 0 | 5  | 0  |    |
| Total carrera                                       | Total carrera | Total carrera | 67 | 22 | 0 | 0 | 0 | 0  | 67 | 22 |
| (1) Incluye datos de la . (2) Incluye datos de la . |               |               |    |    |   |   |   |    |    |    |

## Palmarés

### Campeonatos nacionales
| Título                            | Equipo                    | País   | Año    |
| --------------------------------- | ------------------------- | ------ | ------ |
| Primera División de México Sub-17 | Club Santos Laguna Sub-17 | México | A-2015 |